# 非武装中立
非武装中立（ひぶそうちゅうりつ）、非武装中立論(ひぶそうちゅうりつろん)とは、日本国憲法の前文および第9条の非武装平和主義を根拠として日本の再軍備（自衛隊）・日米安全保障条約に反対し、アメリカ合衆国率いる西側諸国・ソ連率いる東側諸国の両陣営と同盟を結ばない「中立」となり、軍備も放棄することを唱える立場。1951年（昭和26）の吉田茂内閣による西側諸国のみとの講和条約の締結を前に、彼の「軍事的同盟による安全保障」に反対する日本社会党や進歩的知識人や一部新聞などによる全面講和派（東側諸国と同時に講和条約締結すべき派）の中から提唱された国家の安全保障の考え方であり、自衛を含めた軍備を放棄した中立主義を行うというのは、理想論であると非難されてきた。それでも非武装中立論は、東西冷戦体制下の日本社会党派の「政策」であり、「自衛隊は憲法違反」と共に党是にしてきた。しかし、1993年の非自民連立内閣への政権参加後に発足した自社さ連立内閣で村山富市首相(日本社会党)は、翌1994年に「自衛隊合憲」・日米安保条約の堅持と共に「「『非武装中立』は政治的役割を終えた」と表明し、同党所属議員らの不満はあったものの同党の安全保障観の現実路線化させた。これによって非武装中立論を唱える国政政党は0になったが、2004年に福島瑞穂党首が自衛隊と日米安保条約は違憲との立場への社民党の回帰を表明した。

## 概要
非武装中立は、戦時のみならず、平時を含んだ中立を意味する。永世中立国とは異なり、平時や臨時を含めた自衛戦争のための常備軍など「武装」を廃止し、特定の軍事同盟にも加盟しない立場である。非武装中立政策は、世界的にバチカン市国のようなヨーロッパの小国で採用された例に留まっている。
日本では第二次世界大戦後の日本国憲法第9条や東西冷戦の関連もあり、日本社会党など全面講和論派により主張された。国際法では、武装による国家の自衛する権利(自衛権)を認めている。国際連合憲章は国際の平和と安全を維持または回復するために、常設および非常設の国連軍を認めているため、「非武装中立」を唱える者は、無抵抗主義を唱える者以外にも、日本国が侵攻を受けた場合に非暴力の抵抗を続けながら国連軍の救援を待つという方針を主張している。ただし、常設の国連軍は組織されてないので、安保理の常任理事国が拒否権を発動すれば国連軍は行動できない。そのため、仮に常任理事国自身や常任理事国が支持する国から侵攻を受けた場合には、事実上期待できない。また、軍備の有無にかかわらず国家の自衛権自体は国際法上存在しているため、侵攻を受けた以後に民兵や義勇軍を組織することも考えられる。ただし、急造の武装組織の近代戦での有効性は疑問であり、日本国憲法においても何ら規定されておらず、捕虜などの戦時国際法上の保護も課題となる。

### 非武装中立の国
明確に非常時でも軍事組織を禁止し、軍事同盟も結ばない非武装中立主義を遵守している国はバチカン市国のみである。

#### バチカン市国
バチカンは、イタリアに四方を囲まれた都市国家である。
唯一国境を接するイタリアとの関係も良好であり、ラテラノ条約によって国家としてのバチカン市国が成立し、対外的に永世中立を宣言した後はスイス傭兵を抱えてはいるものの儀礼的なため、事実上非武装中立を行っていると言える。しかし、ローマ教皇のような「カトリック指導者」特別な権威を持つという性質を、他国が模倣することは極めて困難である。

### 常備軍の無い国
太平洋には人口9600人で水没危機にあるツバルバヌアツといった非武装で、非同盟政策を掲げる国はあるが、いかなる紛争に対してもの中立を宣言しているわけではない。バヌアツは2022年オーストラリアと安全保障協定を締結している。

#### 非常時の軍隊・事実上国軍を保有
同様にリヒテンシュタインも非武装中立を掲げている。普墺戦争で当時密接な関係にあったオーストリアが敗北し、安全保障政策の見直しが必要となった。しかし自国の軍事力では近隣諸国に到底対抗できないため、1868年に軍を解体し非武装中立政策に転換した。ただし、リヒテンシュタインへの侵攻が起こった場合、準軍事組織であるリヒテンシュタイン侯立保安隊が事実上の軍隊として機能する。 同保安隊は、同国の警察を強力にバックアップするほか、王宮や公式行事での儀仗兵も務めている。 しかし、リヒテンシュタインは必要と判断されれば軍隊を復活させることができる。
リヒテンシュタインは第一次世界大戦中、中立だったが、オーストリア・ハンガリーとは関税同盟を結んでいたため密接な関係にあり、中央同盟国に同調していた。第一次世界大戦後におけるオーストリア＝ハンガリー帝国の崩壊以降はスイスとの関係を強化している。このためリヒテンシュタイン国内には有事の際にはスイスの軍事的援助が行われるという見方が広まっているが、スイスがリヒテンシュタインを保護する条約上の義務は存在していない。第二次世界大戦中にはスイスはリヒテンシュタインを同一の経済圏内に置くことで保護したが、リヒテンシュタインのみが攻撃された場合には防衛しないという立場を明確にしていた。スイス軍は国民保護の観点からリヒテンシュタインと協力を行うことはしばしばあり、リヒテンシュタイン国内の防災訓練にスイス軍が参加することもある。
また、100名ほどの国家警察は隣接する諸国の軍（スイス軍およびオーストリア軍）と密接な関係を持っている。

1983年にコスタリカで永世非武装中立をルイス・アルベルト・モンへ大統領が
非武装中立を宣言した。ただしコスタリカは常備軍の設置を禁止しているだけで、非常事態には徴兵制を敷き軍隊を組織することができる。コスタリカ共和国憲法第12条には「大陸間協定により若しくは国防のためにのみ、軍隊を組織することができる。」としている。また国家警備隊及び地方警備隊が、重火器等を保持し、隣国ニカラグアの軍事費の三倍（2005年 外務省のデータ）を得ていることや、米軍のグリーンベレーによる軍事訓練を受けていたこともあるなど、国防軍的要素が備わった武装組織となっており、純粋な非武装とは呼びがたい。また中立という面では、安全保障をアメリカ合衆国に依存しており、さらに米州機構のメンバーでもあり、1965年に起きたドミニカ内戦の際には米州平和維持軍の一員としてドミニカ共和国の立憲派政権を転覆させるために、ラテンアメリカの反共国家の軍隊と共に武装警察を派兵したこともあり、イラク戦争においても有志連合の支援国となった。またコスタリカの警備隊は1999年に結ばれたアメリカとの麻薬取締協定に基づき、米軍とともに大西洋・太平洋で共同パトロールを行ってきた。その拠点としてココ島に限定して米軍に駐在を認めてきたが、2010年7月にコスタリカ議会は、米軍のコスタリカ国内における自由な移動の許可と、46の軍艦、200の戦闘機とヘリコプター、7000人の海兵隊員の派兵を受け入れることを賛成可決で決定した。このような状況からも、国際的には中立国として認められない。

非武装中立を掲げるだけで戦争の被害を完全に免れえる訳ではないため、ルクセンブルクは1867年の建国時より、非武装政策の永世中立国であり、現在でも憲法では中立国であると規定していた。しかし第一次世界大戦・第二次世界大戦ではドイツがフランスへのより安全な侵攻ルートを確保するため、シュリーフェン・プラン及びマンシュタイン・プランに基づいてルクセンブルクとベルギーの中立を一方的に侵犯して両国を武力占領した。このためルクセンブルクは、第二次世界大戦後の1949年にNATOに加盟し、徴兵制度を採用（1968年に志願制に移行）、永世中立および非武装政策を事実上放棄した。バチカンやサンマリノも第二次世界大戦中には非武装中立の立場を取ったが、空襲や占領による被害を受けている。また戦争に至らない事例でもソロモン諸島は内乱を沈静化できず、太平洋諸島フォーラム諸国に多国籍軍の派兵を要請する事態が起きている。
非武装中立を掲げる政党が政権与党となった例としてはキプロス共和国の労働人民進歩党（2001年～2010年）があるが、具体的な軍備廃止や同盟関係の離脱には及んでおらず、国軍であるキプロス国家守備隊の解体や国内に駐屯する国際連合キプロス平和維持軍およびイギリス軍・ギリシャ軍の撤退などは行われていない。

## 経緯

### 東西対立冷戦下における全面講和論派による提唱
非武装中立論は、戦後の日本国憲法制定後に、日本社会党など吉田内閣による冷戦下における西側諸国との単独講和方針への反対派から生まれた。終戦後の占領開始当初における米国の対日戦略は「日本を中立・非武装化して中国（中華民国）をアジアの盟主とすること」であった。そのため、日本の「民主化・非軍事化」が達成されれば米軍を早期に撤退させる方針でもった。しかし、中国大陸では国共内戦(1945年-1949年)において中華民国を主導する中国国民党は人民解放軍に完敗を喫し、台湾島などに逃亡を余儀なくされた。台湾等を除く中国本土には中国共産党ヘゲモニー党独裁国家の中華人民共和国が1949年10月1日に成立した。さらには1950年6月末の朝鮮戦争の勃発・激化をも経験した米国は、日本こそが「反共の壁」であると位置づけた。朝鮮戦争で抜けた在日駐留米軍の穴を埋めるため、同年8月に米国政府は日本に警察予備隊(自衛隊の前身)を組織させるという再軍備を認め、軍事同盟も結ぶことで在日米軍の駐留を継続する冷戦発生後の「逆コース」と呼ばれる対日占領政策の転換を行った。日本の非武装中立論者は、日本国憲法前文と第9条を根拠に自衛隊と在日米軍の存在が憲法違反だと主張している。そして日本の安全保障政策として、自衛隊の廃止と、在日米軍を肯定する日米安全保障条約の廃止を主張している。現在の日本の政党では護憲（自衛隊違憲）・非武装を党是としている社民党(日本社会党が1996年に改名)が掲げている。また護憲左翼団体として「9条の会」「9条ネット」がおり、日本国憲法第9条を守る活動をしており、冷戦終結後の自衛隊合憲世論からも自衛隊などの防衛力を容認しつつも、最終的には軍備の永久放棄を視野に入れている。非武装中立論者は護憲派層・左翼層に多く、自衛隊や在日米軍の存在を明白に肯定するための第9条の改定にも強く反対している。1979年に森嶋通夫LSE教授（当時）が独自の理論による非武装中立論を発表し、翌1980年には、日本社会党の石橋政嗣委員長（当時）も自著の中で「非武装中立論」を展開した。

第9条改定反対派(9条護憲派)のすべてが非武装中立論の立場に立っているわけではない。例えば元議員である河野洋平など自民党内の9条のみ護憲派であるものの、自衛隊の存在や日米安全保障条約は合憲であると容認している。

#### 世論調査
2009年に内閣府が実施した調査によれば、「日米安全保障条約をやめて、自衛隊も縮小または廃止すべき」という非武装中立論を支持したのは、回答者全体の僅か4.2%だった。

### 日本社会党・社会民主党

#### 「非武装中立」政策時代
日本社会党の安全保障政策は、吉田内閣におけるサンフランシスコ講和条約締結議論以前から、1990年代の村山富市の自社さ連立内閣期と後の短期間を除き、自衛隊(日本の武装)と日米安保条約(日本の米国との軍事同盟)を違憲と見なす「非武装中立」である。
ただし、同党議員であっても、「非武装中立」の定義には差がある者もいた。社会党左派系の社会主義協会も「非武装中立論」を掲げ、戦後日本における形成に大きな役割を果たした。同協会に属していたものの、山川均や向坂逸郎の非武装中立論は、永世非武装国家を志向したものではなかった。具体的には、山川の「非武装中立論」は日本が復興する間のみでの非武装（復興時非武装中立論）であり、ソ連の脅威を十分に認識した上での将来的な武装を認めていた。軍備偏重であった戦前の社会を反省し、社会資本を復興に集中する狙いがあったとみられている。また、社会主義協会の代表・日本社会党顧問でもあった向坂逸郎は1977年に『諸君!』（1977年7月号）のインタビューで、「日本が社会主義国家になれば、帝国主義と戦い社会主義を守るために軍備を持つのは当然」と語っている。向坂の主張は理論上は自然なもので、党の看板政策を「政権を取るまでの方便」同然とみなした発言にもかかわらず向坂は社会党から何の処分も受けてなかった。

#### 日本の武装同盟を合憲への転換
自社さ政権で首相に就いた村山富市は1994年7月の衆院本会議で、「自衛隊は憲法違反」「非武装中立」という党是・党の憲法解釈を変更し、「自衛隊は憲法の認めるものだ」と述べた。同年9月の党大会で「自衛隊は憲法の枠内。日米安保条約は堅持する」と公式に党の政策を転換した。自社さ政権終了後に日本社会党は社会民主党へ改称された。   

#### 非武装中立論への回帰
2004年に社民党の福島瑞穂党首は、1996年の村山連立内閣以降の方針から再転換し、自衛隊と日米安保条約は違憲との立場への回帰を表明した。福島は2009年に鳩山由紀夫内閣に入閣したが、その際には「閣僚」としては自衛隊は「合憲」であるが、党の見解は変更していないと答弁している。

### 日本共産党

#### 「中立・自衛」時代
1946年の日本国憲法制定国会(第90回帝国議会)でも、衆議院本会議で日本共産党の最高指導者の立場である野坂参三議員(日本共産党第一書記、初代日本共産党議長)は日本国憲法と1条と9条を理由に反対討論を行った。「（9条は）一個の空文にすぎない。自衛権を放棄して民族の独立を危うくする危険がある」）と表明した。このように1994年までは日本国憲法の反対派(改正派)であった。日本共産党の安保外交部長であった松竹伸幸や日本共産党政策委員長であった筆坂秀世は、日本共産党は自衛権の重要性を主張したことを認めている。ソ連崩壊後である1994年の党大会で憲法9条を持ち上げる演説をするまで、安全保障政策は「中立・自衛」政策を主張していた。具体的に日本共産党の安全保障政策は、自衛隊は憲法違反であるが、主権国家として自衛権を持つことは否定しない「中立・自衛」という自衛隊を解消し、新たな自衛措置を整備するための憲法改正を唱えていた。

#### 「非武装中立」時代
旧ソ連崩壊と旧社会党の非自民連立政権への参加（自社さ政権）誕生という国内外の情勢変化の影響を受け、1994年に志位和夫が憲法9条を将来にわたって堅持する方針を打ち出し、党の方針を「中立自衛」から「非武装中立」へ転換させた。日本共産党は「急迫不正の主権侵害にたいしては、警察力や自主的自警組織など憲法9条と矛盾しない自衛措置をとる」という方針へ転換した。筆坂は、日本共産党の新主張を「警察力で軍隊に立ち向かえ」という内容で、。事実上の「丸腰」論と批判している。
2000年8月27日にテレビ朝日のサンデープロジェクトに不破哲三議長が出演した時に、小沢一郎から、安全保障政策に関して「そういう議論で憲法を解釈していると、日本の防衛は日本の軍備でやるべきだという議論に発展していくんですよ。」「どうやって日本を守るのか」と追及された。この際に、不破は「急迫不正の主権侵害が起こった場合には、自衛隊を含めてあらゆる手段を行使して、国民の命と日本の主権を守りぬく」という従来の党の主張とは異なる「自衛隊活用論」を展開した。不破はこの討論会後、党の政策委員長であった筆坂へ、「自衛隊問題をもう少し深める必要があるね」と電話をした

#### 「自衛隊活用論」時代
上記の討論での不破発言のため、同2000年の日本共産党党大会で、志位は「自衛隊活用論」を盛り込んだ決議の準備をせざるを得なくなった。これ以降に日本共産党は、「自衛隊解消までの間は日本が他国から侵略を受けた場合に自衛隊を活用する」という「自衛隊活用論」方針へと変更した。